# Melezet
Melezet ist eine Fraktion der italienischen Gemeinde Bardonecchia in der Metropolitanstadt Turin, Region Piemont.

## Geographie
Der Ort liegt im unteren Valle Stretta, einem südlichen Seitental des Susatals, in den Cottischen Alpen auf 1367 m s.l.m. Bardonecchia liegt etwa zwei Kilometer nordöstlich von Mezelet und das östlich gelegene Turin ist etwa 1½ Autostunden entfernt. Zwei Kilometer südwestlich von Melezet liegt die Staatsgrenze zu Frankreich.

## Wintersportort
Melezet ein beliebter Wintersportort. Während der Olympischen Winterspiele 2006 war Melezet Austragungsort der Snowboardwettbewerbe. Die Entscheidungen im Snowboardcross sowie im Parallel-Riesenslalom wurden auf der Piste Slope 23, welche heute den Namen Olimpica trägt, ausgerichtet. Direkt daneben befand sich für die entsprechenden Wettkämpfe eine Halfpipe.
Beide Hänge wurden im Vorfeld der Spiele angelegt. Die Kosten für beide Hänge beliefen sich auf 1,5 Millionen Euro. Im Zielraum wurde eine Tribüne errichtete, somit konnten 11.000 Zuschauer die Wettkämpfe besuchen. Zudem wurde ein Olympisches Dorf für insgesamt 500 Personen errichtet.

## Verkehr
Durch Mezelet führt die Strada provinciale 126, über den Col de l’Échelle (1762 m) nach Névache im Département Hautes-Alpes. 